# Chevrolet Kingswood Estate

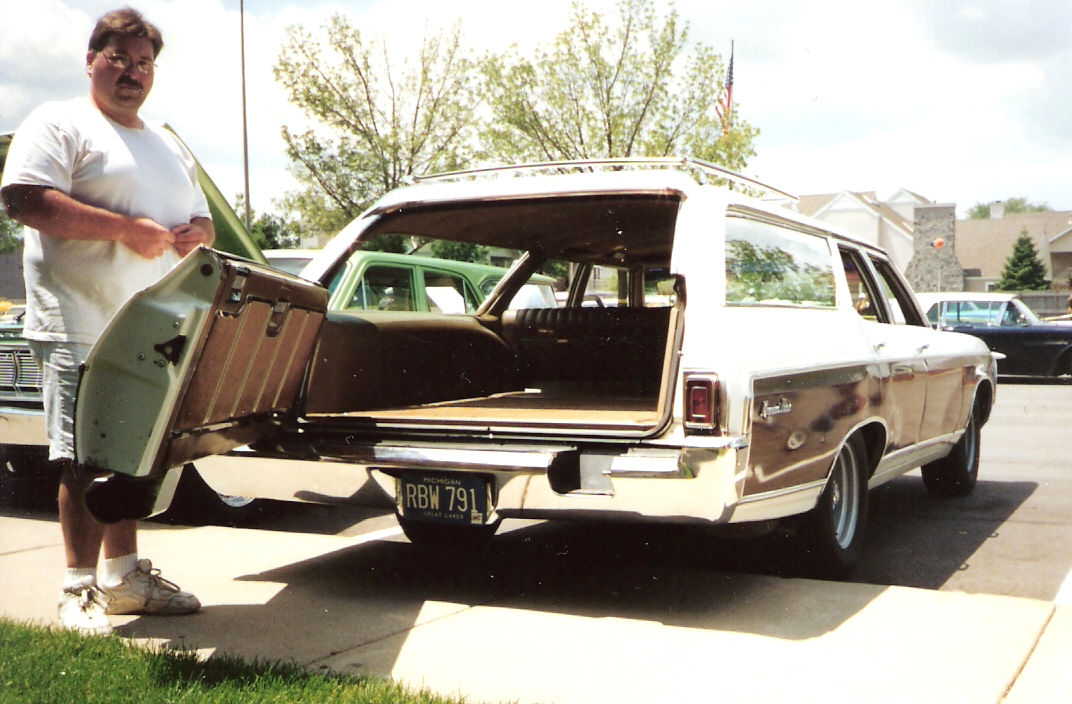
Chevrolet Kingswood Estate Kombi (1969). Man beachte den Ausschnitt im Heckstoßfänger für die Beladung.

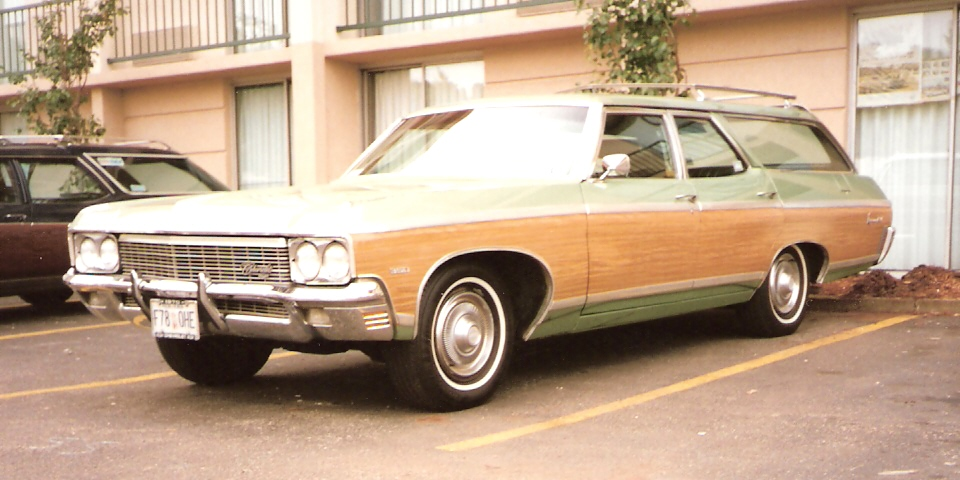
Chevrolet Kingswood Estate Kombi (1970)

Der Chevrolet Kingswood Estate war ein Kombi, den Chevrolet von 1969 bis 1972 herstellte. Vom einfacheren Modell Kingswood unterschied er sich durch sein Holzimitat an den Fahrzeugseiten und der Hecktür, ebenso wie eine etwas luxuriösere Innenausstattung. Bei einer kleinen Zahl 1969er-Modelle gab es auch auf Wunsch abgedeckte Scheinwerfer. Die Wagen basierten auf der GM-B Plattform und es gab sie nur mit V8-Motoren. Ihr Limousinen-Pendant war der Caprice, und ab 1973 hieß das Modell auch Chevrolet Caprice Estate. Es war damals das Spitzenmodell in der Kombi-Palette von Chevrolet.
In den Modelljahren 1969 und 1970 war der Kingswood Estate – wie alle großen Kombis von Chevrolet – mit einer Hecktüre ausgestattet, die wahlweise zur Seite oder nach unten geöffnet werden konnte. Dazu wurde die Heckscheibe versenkt. Öffnete die Tür seitwärts, war der Heckstoßfänger mit einer Aussparung versehen, um den Passagieren der dritten Sitzbank das Einsteigen und die Beladung des auf Wunsch erhältlichen Dachgepäckträgers zu erleichtern. Wurde die Tür nach unten geöffnet, war in dieser Aussparung der Beschlag, der bei seitlichen Öffnen entriegelt wurde und dadurch den Tritt freigab.